# Торопово (Кемеровская область)
То́ропово — деревня в Ленинск-Кузнецком районе Кемеровской области. Входит в состав Шабановского сельского поселения.

## География
Стоит на реке Касьма.
Осевая магистраль — Весенняя улица.
Центральная часть населённого пункта расположена на высоте 181 метра над уровнем моря.

## Население
| 2010 |
| ---- |
| 177  |

### Гендерный состав
По данным Всероссийской переписи населения 2010 года, в деревне Торопово проживает 177 человек (94 мужчины, 83 женщины).

## Инфраструктура
Личное подсобное хозяйство с зоной сельскохозяйственного использования, индивидуальная застройка усадебного типа.
Основа экономики — сельское хозяйство. 
ФАП Торопово.

## Транспорт
Автобусное сообщение с райцентром.  Остановка общественного транспорта «Торопово». 